# 에가시라 가즈키
에가시라 가즈키(일본어: 江頭 一輝, 1997년 5월 13일~)는 일본의 축구 선수이다.

## 구단 경력
그는 2016년 J3리그의 오이타 트리니타에 입단했다. 2017년 일본 풋볼 리그의 스즈카 언리미티드 FC로 이적했다. 2018년 J3리그의 그루자 모리오카(이와테 그루자 모리오카)로 이적했다. 2019년까지 39경기에 출전하여, 1득점을 넣었다. 2019년후 현역 은퇴.